# MacBook Pro
MacBook Pro er Apples første bærbare computer med Intel-processor og blev introduceret 10. januar 2006 under Macworld Conference & Expo. Maskinen tager over for Apples tidligere tablet-serie, PowerBook G4. Den leveres i øjeblikket i en 13, 15 og 17" version.
De nuværende modeller 13 og 15" kom i en såkaldte "unibody" version i 2008, dvs. de er fremstillet ud af en alu blok der er fræset, hvilket giver en stærk indpakning som dermed kan gøres tyndere. 17" versionen blev opdateret til "unibody" i januar 2009. Der er et stort indbygget batteri, som giver en driftstid på 8-9 timer.
I april 2010 kom der nye Intel processorer Intel Core i5 og Core i7 i 15 og 17" versionerne. 13" versionen bibeholdt Core 2 Duo processorerne.
MacBook Pro drives af en Core 2 Duo-processor fra Intel.
Intel Core 2 Duo er en processorbrik med to processorer på samme brik. Ifølge Apple er denne maskine 4-5 gange hurtigere end PowerBook G4-serien som den nu har taget over for.